# Fraška
Fraška (z lat. farsum, franc. farse – viz níže, z italského farsa – žert) je žánrový typ komedie, která pracuje především s nadsázkou. V polském kontextu označuje krátký veršovaný útvar satirického zaměření podobný například epigramu.

## Žánr
Fraška je typ komedie, který v dramatickém ději, zápletce i povaze jednotlivých postav užívá situační nebo karikaturní nadsázku, která mnohdy směřuje k hrubému až obscénnímu dramatickému výrazu. Postavy jsou výrazných, ale záměrně zjednodušených charakterů, které nejsou představeny v dramatickém vývoji. Objevují se ustálené situace a gagy. Humor těží především z vnějších opět stálých, obvyklých a výrazných skutečností (koktání, hloupost, ošklivost …).

### Historie
Původ tento žánr má již v antickém Řecku, především na Sicílii, kde svého rozkvětu dosáhla komedie dórská známá jako sicilská fraška (tzv. flyáx), kterou literárně zpracoval Epicharmos. Do improvizovaného literárního žánru, který parodoval tragédii, zavedl uzavřený děj a z představení vypustil chór. Travestoval příběhy postav z mytologie nebo komediálně vyobrazoval současný život. Užíval oblíbené karikaturně laděné mimické scénky, z veršů především třístopého jambického a čtyřstopého trochejského, anapestů.
Ovlivnila tzv. attickou komedii. Řecká fraška ovlivnila také jihoitalskou attelanu a ráz frašky se objevuje také v římských komediích (Plautus).
Ve středověku se nejprve vyvíjela jako součást církevní hry a na antickou tradici bezprostředně nenavazovala, jen si uchovala jisté vazby s atellanou a mimem. Opět se osamostatnila až ve 14.–16. stol. V Itálii vrcholí komedií dell'arte, ve Francii vznikla farce. Vytvářením různých žánrových forem vznikla například mezihra. Později inspiruje Shakespeara, Molièra, Goldoniho, ….
Postupně se diferencuje v další formy, a to zejména ve vídeňském lidovém divadle, kde od konce 18. století vznikají frašky kouzelné a strašidelné, fraškovité travestie a parodie a především fraška Nestroy - oblíbená lokální fraška, která vznikla v první polovině 19. století.
V moderních dějinách na tradici frašky navazuje dramatika 20. stol., kdy se její tradiční prostředky úzce spojují s prostředky grotesky, buffonády, klauniády, absurdního dramatu, tragifrašky, ….
V českém prostředí se objevila ve středověku (Mastičkář) a v 19. stol. dosáhla obliby lokální fraška. Ve 20. stol. se stejně jako ve světě uplatňuje především v avantgardních žánrech.

## Veršovaný útvar (fraszka)
V polském jazyce a souvislostech se termínu fraszka používá primárně jako označení pro krátký veršovaný útvar satirického nebo lyrického zaměření podobný epigramu s původem ve středověké facetii.
Zakladatelem žánru je Jan Kochanowski. Tematicky vycházel z dvorského prostředí, jeho dvou až několikadesítek veršové frašky měly humorný, reflexivní a také poučný charakter. Navazují na něj básníci polské renesance, baroka, osvícenství, romantismu a pozdější autoři, kteří v žánru navíc uplatňují slovní vtip, satirické ostří, schopnost improvizace, groteskní pohled, ….